# Teynham
Teynham es una parroquia civil y un pueblo del distrito de Swale, en el condado de Kent (Inglaterra).

## Geografía
Según la Oficina Nacional de Estadística británica, Teynham tiene una superficie de 9,21 km².

## Demografía
Según el censo de 2001, Teynham tenía 2904 habitantes (49,79% varones, 50,21% mujeres) y una densidad de población de 315,31 hab/km². El 20,49% eran menores de 16 años, el 72,38% tenían entre 16 y 74 y el 7,13% eran mayores de 74. La media de edad era de 39,05 años. Del total de habitantes con 16 o más años, el 26,5% estaban solteros, el 57,21% casados y el 16,28% divorciados o viudos.
El 96,87% de los habitantes eran originarios del Reino Unido. El resto de países europeos englobaban al 1,45% de la población, mientras que el 1,69% había nacido en cualquier otro lugar. Según su grupo étnico, el 98,93% eran blancos, el 0,48% mestizos, el 0,21% asiáticos, el 0,17% negros y el 0,21% chinos. El cristianismo era profesado por el 78,12%, el hinduismo por el 0,14%, el islam por el 0,14% y cualquier otra religión, salvo el budismo, el judaísmo y el sijismo, por el 0,14%. El 14,33% no eran religiosos y el 7,13% no marcaron ninguna opción en el censo.
1404 habitantes eran económicamente activos, 1328 de ellos (94,59%) empleados y 76 (5,41%) desempleados. Había 1162 hogares con residentes, 23 vacíos y 8 eran alojamientos vacacionales o segundas residencias.